# Arcidiocesi di Aduli
L'arcidiocesi di Aduli (in latino: Archidioecesis Adulitana) è una sede soppressa e sede titolare della Chiesa cattolica.

## Storia
Aduli era il porto dell'antico regno di Axum sul mar Rosso, identificabile oggi con la città eritrea di Zula. Essa fu sede di un'antica arcidiocesi; unico prelato noto è Mosè, vissuto probabilmente tra il V e il VI secolo.
Dal 1925 Aduli è annoverata tra le sedi arcivescovili titolari della Chiesa cattolica; la sede è vacante dal 3 marzo 1969.

## Cronotassi degli arcivescovi etiopi
- Mosè † (V-VI secolo)

## Cronotassi degli arcivescovi titolari
- Tobias Georgius Ghbragzer † (6 giugno 1788 - 7 maggio 1801 deceduto)
- Beato Jurgis Matulaitis-Matulevičius, M.I.C. † (1º settembre 1925 - 27 gennaio 1927 deceduto)
- Victor Colomban Dreyer, O.F.M. † (26 novembre 1928 - 7 maggio 1944 deceduto)
- Martin Lucas, S.V.D. † (14 settembre 1945 - 3 marzo 1969 deceduto)